# Tansablogo
Tansablogo är en ort i Burkina Faso.   Den ligger i provinsen Kadiogo Province och regionen Centre, i den centrala delen av landet, 40 km öster om huvudstaden Ouagadougou. Tansablogo ligger 283 meter över havet och antalet invånare är 800.
Terrängen runt Tansablogo är platt. Runt Tansablogo är det ganska tätbefolkat, med 93 invånare per kvadratkilometer.. Närmaste större samhälle är Dassamkandé, 18,9 km söder om Tansablogo.
Omgivningarna runt Tansablogo är en mosaik av jordbruksmark och naturlig växtlighet.